# 한솔인티큐브
한솔인티큐브 주식회사(Hansol Inticube Co., Ltd.)는 서울특별시 마포구 월드컵북로 396, 14층(상암동, 누리꿈스퀘어비즈니스타워)에 본사를 둔 대한민국의 IT 기업으로, 한솔그룹의 자회사이다.